# Canale dei Navicelli
Il canale dei Navicelli è un canale realizzato fra il 1563 e il 1575 che collega Pisa con il porto di Livorno. Prende il nome dai cosiddetti navicelli, caratteristiche imbarcazioni toscane di modeste dimensioni, utilizzate per il trasporto di merci provenienti dalla pianura pisana, dal lago di Bientina e dall'area di Empoli, essendo l'Arno al tempo navigabile fino a porto di Mezzo.

## Storia

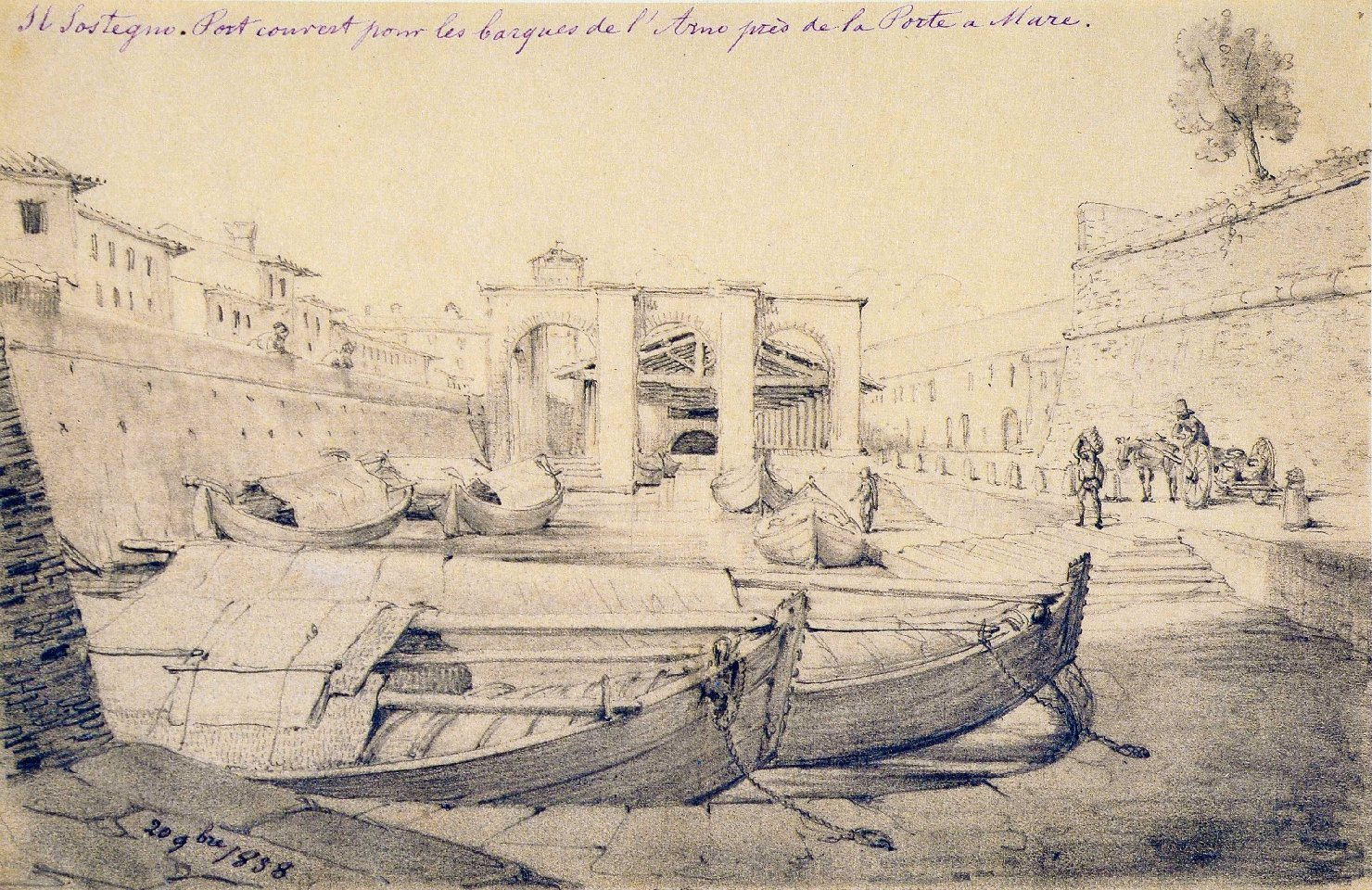
Il Sostegno, in un disegno di mademoiselle de La Morinière del 1838

Nel XVI secolo la foce dell'Arno era paludosa e interessata da forti correnti. Per tale ragione, oltre l'esigenza di collegare il nuovo porto di Livorno con la capitale Firenze per via fluviale, durante il regno di Cosimo I de' Medici fu progettato e realizzato il canale fra la porta a Mare di Pisa (di fronte al bastione Stampace e sulla riva opposta dell'Arno rispetto agli arsenali presenti nella Cittadella) e la Fortezza Vecchia di Livorno, seguendo un percorso più volte modificato e che, definitivamente rettificato tra il 1920 e il 1938, ha assunto un andamento prevalentemente rettilineo, benché sussistano ancora alcuni tratti dismessi dell'antico percorso del XVI secolo. Progettato nel 1541, nel 1563 dalla Porta a Mare a Pisa arrivava in prossimità di San Piero a Grado e negli anni 1574-75 fu completato il suo tracciato piegando verso sud fino a Livorno ove sfociava presso la Fortezza Vecchia.
La sua escavazione costò solo 5.000 scudi. Fu aperto al traffico fluviale nel 1603; aveva una lunghezza di circa 22 km, 18 m di larghezza ed una profondità di 1,50 m.
Costruito per il drenaggio delle acque e per comunicazione commerciale rapida tra le due città, i punti di accesso al canale erano sia a Pisa che a Livorno: la darsena di Pisa era caratterizzata da una costruzione detta "sostegno", più volte oggetto di ampliamenti. Si trattava di un edificio che ospitava una cateratta ed un paranco che trasbordava le imbarcazioni, in genere navicelli, dal canale al fiume. Tale meccanismo era mosso da una ruota il cui movimento era fornito da alcuni uomini che camminavano al suo interno. 

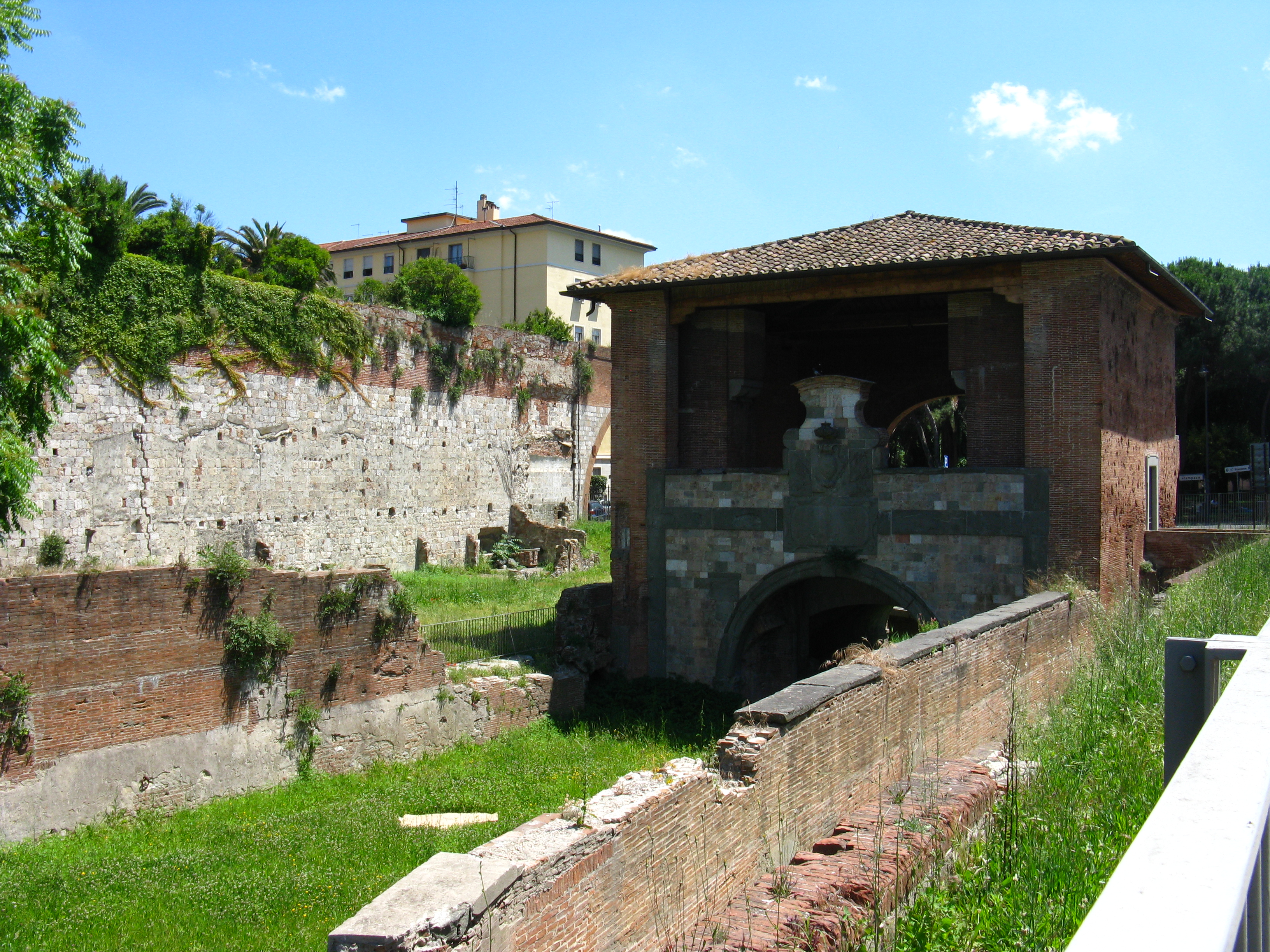
Il "Sostegno" del canale dei Navicelli a Pisa, restaurato nel 2002

Il suo percorso originale era tracciato partendo dalla Porta a mare di Pisa, dopo pochi metri in direzione di Quarantola, girava verso ovest e dopo essere attraversato dal Ponte a Piglieri (Saint Gobain) assumeva un andamento verso sud ovest in direzione de La Vettola, era attraversato dalla strada Livornese dal ponte S. Maria degli Angioli ed in prossimità di San Piero a Grado piegava decisamente verso sud e costeggiando le vaste paludi di Castagnolo e di Coltano (Padule della Ballerina, della Pantera, dello Stagno maggiore), sfociava nel fosso dell'Arnaccio, poi dopo il 1761 nella Fossa Chiara, e scendendo verso il Calambrone svoltava verso Livorno. Nella seconda metà del XVIII secolo il tratto terminale dai ponti di Stagno fino alla località di Torretta, a causa del periodico insabbiamento nella "Paduletta" che andava prosciugandosi, fu deviato fino alla foce del Calambrone e da qui scendendo verso sud parallelo alla costa arrivava in prossimità del tratto settentrionale delle mura livornesi. A Livorno, il canale fu dapprima collocato all'esterno delle fortificazioni e nel XVII secolo venne inglobato nel quartiere della Venezia Nuova, subendo alcune modifiche per la presenza delle vicine strutture militari. Il tratto finale fu poi deviato nel corso del XVIII secolo nel fosso della Fortezza Nuova nei pressi del cosiddetto "Pontino", che darà poi il nome al quartiere proto-industriale che si svilupperà nei paraggi. 
Sempre a Livorno, nella prima metà dell'Ottocento fu costruito l'imponente edificio della Dogana d'acqua, una barriera di controllo per i navicelli che entravano nel porto franco labronico, in origine circondata da due vaste darsene.
Nel XX secolo furono realizzati tre ponti girevoli: due stradali nella frazione di Tombolo e nell'area portuale livornese e uno ferroviario tra Livorno e Calambrone, interessato dal traffico della ferrovia Pisa-Tirrenia-Livorno. Nei primi decenni del XX secolo, l'antico percorso fu in gran parte abbandonato e fu aperto il nuovo canale rettilineo, più ampio e profondo, che attraversa la vasta pineta di Tombolo, mentre il vecchio Navicelli rimane solo come canale di drenaggio dell'ex padule di Stagno in gran parte bonificato e messo a cultura negli anni '20-30.
Le principali modifiche sono state apportate a Livorno, dove la realizzazione del canale Scolmatore dell'Arno ha imposto una nuova foce in quest'ultimo prima di entrare nel porto vero e proprio, e a Pisa dove, in corrispondenza dell'attuale porto canale di Pisa (a vocazione mercantile), è stato costruito un nuovo incile, spostato più a sud rispetto alla Darsena Pisana che è stata interrata alla fine del XX secolo, mentre un lungo tratto è stato interrato a Livorno nel quartiere di Torretta per lasciare spazio a un ampio rettilineo stradale, con conseguente deviazione del canale in porto.

## Il canale oggi

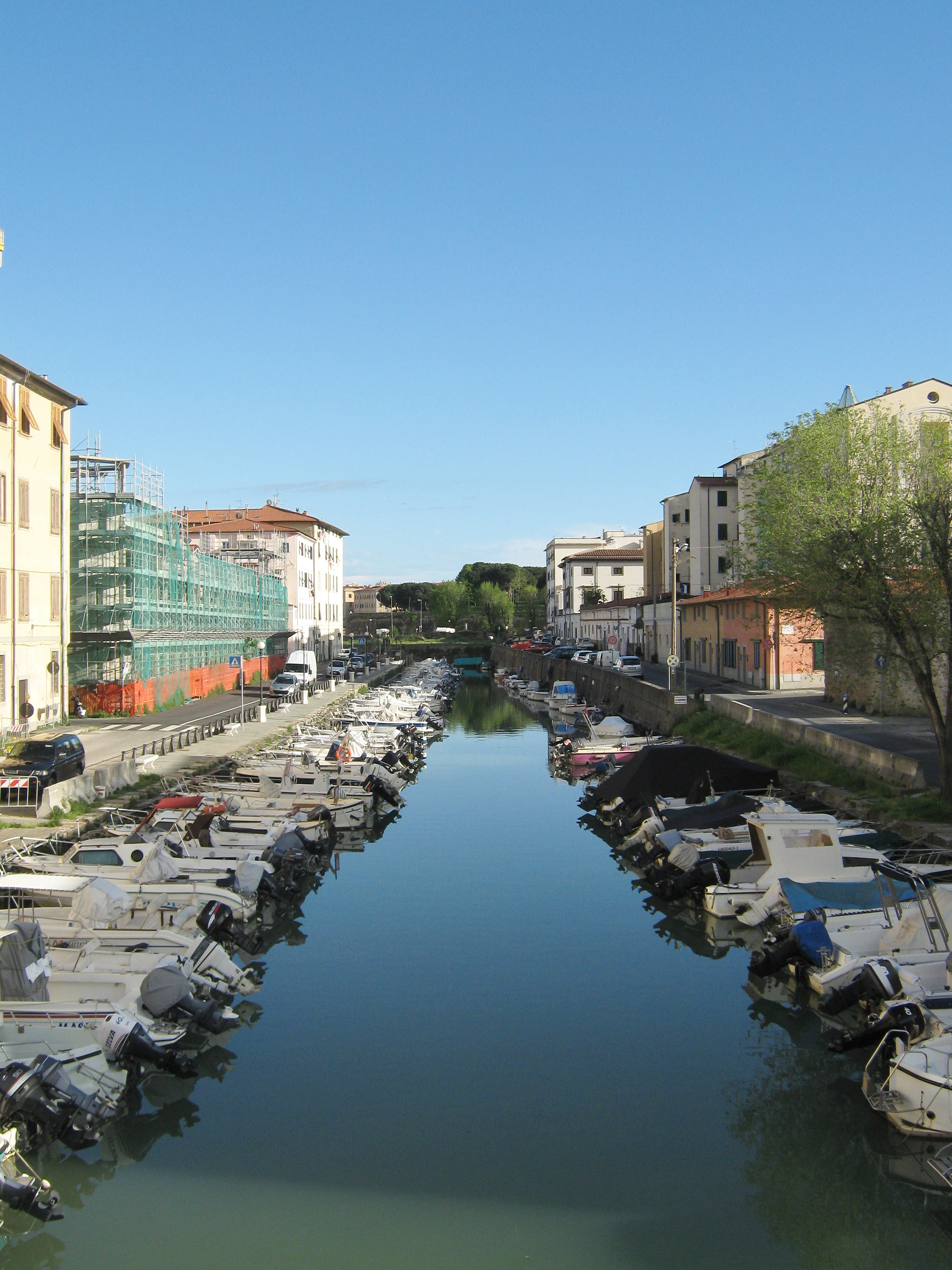
Il canale a Livorno, nei pressi della Dogana d'acqua

Il canale, ferma restando la sorveglianza da parte del Consorzio 4 Basso Valdarno, è gestito dalla società pubblica Navicelli S.p.A., che si occupa di curare la logistica relativa ai diversi insediamenti industriali presenti e dello sviluppo del canale stesso.
L'11 maggio 2019 è stato riaperto il collegamento Arno-canale, così da rendere nuovamente possibile la navigazione per le imbarcazioni (anche da diporto) provenienti dal fiume. Parallelamente, è in corso un'attività di recupero dell'antico Sostegno di Pisa, la cui area è stata, in parte, recentemente liberata dai detriti che la ricoprivano. Da più parti è stata auspicata la totale riapertura del tratto "storico" pisano, il cui recupero rappresenta un'ipotesi di grande interesse storico-ambientale, grazie anche alla possibilità di istituire un servizio di battelli turistici sul modello di molte città europee.
Dal lato livornese, i programmi della pubblica amministrazione prevedono il ripristino di una parte dello spazio acqueo interno alle mura, di fronte all'ex caserma Lamarmora con l'escavazione delle due darsene preesistenti, e dell'ultimo tratto del canale, interrato alla fine del XIX secolo, in piazza del Luogo Pio (quartiere della Venezia Nuova).
Il canale dei Navicelli, oggi classificato idrovia, è largo 35 metri ed ha un pescaggio di 3,50 metri (calcolato mediomare), per cui vi possono navigare natanti fluviomarittimi con stazza fino a 1.200 tonnellate, lunghezza massima di 90 metri, pescaggio fino a 2,60 metri e velocità non superiore a 6 nodi.
Ha un andamento rettilineo per 6 miglia nautiche, da Pisa alla curva dello scolmatore dell'Arno, al quale si affianca piegando ad angolo retto verso il mare, per poi confluire nello stesso canale tra Calambrone e il porto di Livorno.
L'accesso al mare per i natanti avviene proprio attraverso il porto labronico, lambendo quindi le banchine della Darsena Toscana e l'antica torre del Marzocco.
Dal porto, presso la centrale termoelettrica Marzocco, il canale arriva alla Dogana d'acqua, entrando nel centro di Livorno: questo tratto è navigabile soltanto per le piccole imbarcazioni da diporto.
Tra Pisa e Livorno, lungo le sponde del canale, insistono inoltre alcuni cantieri navali e di grossa carpenteria metallica che, grazie alla vicinanza della via d'acqua, possono trasportare i grossi manufatti (serbatoi-distillatori) fino al porto di Livorno. I diversi orientamenti da parte delle amministrazioni pubbliche hanno fatto sì che cessasse qualsiasi attività mercantile a favore dello sviluppo della cantieristica per la nautica da diporto.
Il canale dei Navicelli riveste inoltre una notevole importanza strategica militare, per il fatto di attraversare la base militare di Camp Darby, a Tombolo, costituendo una componente determinante per i traffici della base.